# Éric Geoffroy
Pour les articles homonymes, voir Geoffroy.
Éric Geoffroy, né à Belfort en 1956, est un islamologue arabisant et un écrivain français.
Professeur émérite à l’Université de Strasbourg, où il a enseigné la langue arabe et l’islamologie, il est membre de l’Académie Arabe (Majma‘ al-Lugha al-‘Arabiyya) du Caire, et du conseil scientifique de l’Université Mohammed Ben Zayed des Sciences Humaines  (Abu Dhabi).
Spécialiste du soufisme, il est président de l’association Conscience Soufie, et travaille également sur les enjeux de la spiritualité dans le monde contemporain (la mondialisation, l’écologie, le féminin…).
Il est l’auteur d’une quinzaine d’ouvrages et de nombreux articles. Plusieurs de ses ouvrages sont traduits en langues étrangères (arabe, anglais, turc et espagnol).

## Biographie
Né à Belfort en 1956, Éric Geoffroy pratique diverses disciplines universitaires (histoire de l'art, ethnologie, histoire) avant de se consacrer à l'étude de la langue arabe et de l'islam. Il effectue dès lors de nombreux séjours en pays arabes. À l’issue d’une longue quête spirituelle qui l’amène à explorer diverses traditions spirituelles, le soufisme devient sa porte d'entrée en islam à partir de 1984 : il se convertit à l'islam et adopte le prénom arabe Younès (Jonas). Il élabore sa thèse sur Le soufisme en Égypte et en Syrie au cours d'un séjour de trois ans à l'Institut français d'études arabes de Damas, puis la soutient à l'Université de Provence Aix-Marseille I en 1993. En 1997, il soutient dans la même université son habilitation à diriger des recherches (HDR). Il a enseigné la langue arabe et l’islamologie à l'Université de Strasbourg, où il est professeur émérite depuis septembre 2020.
Parallèlement à ses recherches académiques, il intervient comme auteur et comme conférencier dans le domaine de la culture et de la spiritualité islamiques (Europe, monde arabe, États-Unis, Indonésie, Afrique noire, etc.). Il est l’auteur d'une quinzaine d'ouvrages. Certains ont été traduits en différentes langues. La traduction anglaise de Soufisme. Voie intérieure de l'islam a été primée aux États-Unis.
Il est membre de l'Académie de la langue arabe au Caire (Majma‘ al-Lugha al-‘Arabiyya) et président de l'association Conscience Soufie.

## Orientation générale des travaux
À partir de ses recherches sur le soufisme à l’époque mamelouke, Geoffroy a mis en exergue, dans ses travaux, les liens unissant soufisme et islam. Il a particulièrement étudié la voie initiatique Shâdhiliyya, école spirituelle qui a eu un fort impact jusqu'en Occident contemporain (René Guénon était shâdhilî). Il a également travaillé sur l’émir Abd el-Kader, et l’harmonie que celui-ci veut établir entre spiritualité et modernité. Il n’a pas délaissé les modalités de l'inscription du soufisme dans le monde contemporain, et a plus particulièrement étudié les défis que pose la postmodernité à la fois au religieux et au spirituel. Les relations entre soufisme et salafisme retiennent également son attention.
Il traite également de questions purement épistémologiques. Il travaille sur les rapports entre physique et métaphysique en islam, au sein d'un groupe de recherches international, et a produit à ce titre un long article intitulé « Les voies d’accès à la Réalité dans le soufisme ». Il y montre notamment que toute approche doctrinaire, qu’elle soit scientifique ou religieuse, est incomplète en ce qu’elle ne capture qu’une phase de la Réalité. D'autre part, il continue à explorer la dynamique entre académisme et objectivité scientifique. Il a également été amené à traiter de plus en plus la dimension éthique et écologique de l'islam.
Il a dirigé la collection Valeurs d’Islam, collectif commandé par la fondation Fondapol (dir. Dominique Reynié), et a produit le premier fascicule de cette série : « Le pluralisme en islam, ou la conscience de l’altérité », dans Valeurs d’Islam, P.U.F., Paris, 2015, p. 17-46. Traduit en arabe. 
En 2020, il a publié chez Albin Michel : Allah au féminin - Le Féminin et la femme dans la tradition soufie, et a fait de nombreuses interventions ou conférences sur ce sujet. En quelques années, il a produit trois ouvrages sur le cheikh Ahmad al-‘Alâwî (m. 1934).